# ホニトンレース
ホニトンレース（英語: Honiton lace）とは、イングランドデヴォン地方にて作られたボビンレースのこと。仲買業者がホニトンの町に集荷してからロンドンへ出荷した為に『ホニトンからの積荷』と呼ばれていたが、のちに『ホニトンレース』と呼ばれる。
1840年にヴィクトリア女王の婚礼の際にホニトンレースの衣装とベールが織られたが、このときに200人以上の特に優れた熟練者が7ヶ月もかけて編んだものであった。イギリス王室に代々伝わる洗礼式の衣装もホニトンレースで編まれた物である。
日本では明治時代官立のレース教場にてイギリス人教師（Gertrude Smith）がホニトンレースを中心に教えた。